# Carsten Embach
Carsten Embach, né le 12 octobre 1968 à Stralsund, est un bobeur allemand.

## Carrière
Carsten Embach participe à deux Jeux olympiques. En 1994 à Lillehammer, il est médaillé de bronze olympique de bob à quatre avec René Hannemann, Ulf Hielscher et Wolfgang Hoppe. Aux Jeux olympiques de 2002 à Salt Lake City, il est sacré champion olympique de bob à quatre avec André Lange, Enrico Kühn et Kevin Kuske. Carsten Embach remporte également six médailles dont quatre d'or aux championnats du monde.

## Palmarès

### Jeux Olympiques
- : médaillé d'or en bob à 4 aux JO 2002.
- : médaillé de bronze en bob à 4 aux JO 1994.

### Championnats monde
- : médaillé d'or en bob à 4 aux championnats monde de 1995, 1997, 2000 et 2003.
- : médaillé d'argent en bob à 4 aux championnats monde de 2001.
- : médaillé de bronze en bob à 4 aux championnats monde de 1996.